# Infanta Sofía a Spaniei
Infanta Sofía a Spaniei (Sofía de Todos los Santos de Borbón Ortiz, n. 29 aprilie 2007) este al doilea copil al regelui Felipe al VI-lea al Spaniei și al soției lui, Letizia a Spaniei și este a doua în ordinea succesiunii la tronul Spaniei, după sora ei mai mare, Infanta Leonor. Fiind fiica regelui Spaniei, poartă titlul de Infantă a Spaniei.

## Biografie
Infanta Sofía s-a născut prin cezariană pe 29 aprilie 2007 la ora 16:50, la Clinica Internațională Ruber din Madrid. La naștere cântărea 3,3 kg și avea 50 cm lungime. Ca și în cazul surorii ei, nașterea a fost anunțată de familia regală prin SMS.
Infanta a fost numită după bunica paternă, regina Sofía a Spaniei, la rândul ei numită după bunica ei paternă, Sofia a Prusiei. A fost botezată la 15 iulie 2007 în grădina Palatului Zarzuela. Nașii ei sunt Paloma Rocasolano (bunica maternă) și Prințul de Vidin.